# Villenauxe-la-Petite
Villenauxe-la-Petite é uma comuna francesa localizada na região administrativa da Île-de-France, no departamento Sena e Marne. A comuna possui 271 habitantes segundo o censo de 1990.